# Gran Premio de Japón de Motociclismo de 1999

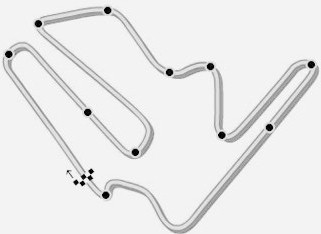
Twin Ring Motegi - MotoGP, GP de Japón 1999.

El Gran Premio de Japón de Motociclismo de 1999 fue la segunda prueba del Campeonato del Mundo de Motociclismo de 1999. Tuvo lugar en el fin de semana del 23 al 25 de abril de 1999 en el Twin Ring Motegi, situado en Motegi, Prefectura de Tochigi, Japón. La carrera de 500cc fue ganada por Kenny Roberts Jr, seguido de Mick Doohan y Norifumi Abe. Shin'ya Nakano ganó la prueba de 250cc, por delante de Tōru Ukawa y Loris Capirossi. La carrera de 125cc fue ganada por Masao Azuma, Hideyuki Nakajō fue segundo y Emilio Alzamora tercero.

## Resultados 500cc
| Pos. | N.º | Piloto                   | Constructor | Vueltas | Tiempo    | Parrilla | Pts. |
| ---- | --- | ------------------------ | ----------- | ------- | --------- | -------- | ---- |
| 1    | 10  | Kenny Roberts Jr         | Suzuki      | 25      | 51:54.386 | 1        | 25   |
| 2    | 1   | Mick Doohan              | Honda       | 25      | +3.841    | 2        | 20   |
| 3    | 6   | Norifumi Abe             | Yamaha      | 25      | +21.758   | 10       | 16   |
| 4    | 3   | Àlex Crivillé            | Honda       | 25      | +23.610   | 9        | 13   |
| 5    | 15  | Sete Gibernau            | Honda       | 25      | +23.984   | 14       | 11   |
| 6    | 4   | Carlos Checa             | Yamaha      | 25      | +37.480   | 3        | 10   |
| 7    | 36  | Shin'ichi Itō            | Honda       | 25      | +50.582   | 13       | 9    |
| 8    | 5   | Alex Barros              | Honda       | 25      | +52.008   | 6        | 8    |
| 9    | 2   | Max Biaggi               | Yamaha      | 25      | +53.524   | 5        | 7    |
| 10   | 9   | Nobuatsu Aoki            | Suzuki      | 25      | +1:05.068 | 11       | 6    |
| 11   | 14  | Juan Bautista Borja      | Honda       | 25      | +1:08.314 | 15       | 5    |
| 12   | 16  | Yukio Kagayama           | Suzuki      | 25      | +1:13.299 | 12       | 4    |
| 13   | 71  | Noriyasu Numata          | MuZ Weber   | 25      | +1:19.245 | 25       | 3    |
| 14   | 25  | José Luis Cardoso        | TSR-Honda   | 25      | +1:26.998 | 17       | 2    |
| 15   | 8   | Tadayuki Okada           | Honda       | 25      | +1:30.225 | 8        | 1    |
| 16   | 22  | Sébastien Gimbert        | Honda       | 25      | +1:52.896 | 23       |      |
| 17   | 18  | Markus Ober              | Honda       | 24      | +1 Vuelta | 24       |      |
| 18   | 21  | Michael Rutter           | Honda       | 24      | +1 Vuelta | 22       |      |
| 19   | 20  | Mike Hale                | Modenas KR3 | 24      | +1 Vuelta | 26       |      |
| Ret  | 19  | John Kocinski            | Honda       | 15      | Accidente | 4        |      |
| Ret  | 26  | Haruchika Aoki           | TSR-Honda   | 13      |           | 18       |      |
| Ret  | 12  | Jean-Michel Bayle        | Modenas KR3 | 6       |           | 20       |      |
| Ret  | 17  | Jurgen van den Goorbergh | MuZ Weber   | 2       |           | 19       |      |
| Ret  | 55  | Régis Laconi             | Yamaha      | 1       | Accidente | 7        |      |
| Ret  | 31  | Tetsuya Harada           | Aprilia     | 1       |           | 16       |      |
| Ret  | 11  | Simon Crafar             | Yamaha      | 0       |           | 21       |      |

- Pole Position: Kenny Roberts Jr, 1:50.826
- Vuelta Rápida: Mick Doohan, 2:02.889

## Resultados 250cc
| Pos. | N.º | Piloto             | Constructor | Vueltas | Tiempo    | Parrilla | Pts. |
| ---- | --- | ------------------ | ----------- | ------- | --------- | -------- | ---- |
| 1    | 56  | Shin'ya Nakano     | Yamaha      | 23      | 48:52.950 | 2        | 25   |
| 2    | 4   | Tōru Ukawa         | Honda       | 23      | +2.697    | 3        | 20   |
| 3    | 1   | Loris Capirossi    | Honda       | 23      | +9.260    | 9        | 16   |
| 4    | 21  | Franco Battaini    | Aprilia     | 23      | +11.895   | 1        | 13   |
| 5    | 51  | Daijirō Katō       | Honda       | 23      | +13.793   | 10       | 11   |
| 6    | 52  | Tatsuya Yamaguchi  | Honda       | 23      | +14.264   | 8        | 10   |
| 7    | 46  | Valentino Rossi    | Aprilia     | 23      | +21.092   | 11       | 9    |
| 8    | 11  | Tomomi Manako      | Yamaha      | 23      | +24.485   | 12       | 8    |
| 9    | 34  | Marcellino Lucchi  | Aprilia     | 23      | +45.594   | 5        | 7    |
| 10   | 14  | Anthony West       | TSR-Honda   | 23      | +49.724   | 17       | 6    |
| 11   | 49  | Naoki Matsudo      | Yamaha      | 23      | +1:07.293 | 7        | 5    |
| 12   | 44  | Roberto Rolfo      | Aprilia     | 23      | +1:11.813 | 18       | 4    |
| 13   | 15  | David García       | Yamaha      | 23      | +1:15.851 | 27       | 3    |
| 14   | 10  | Fonsi Nieto        | Yamaha      | 23      | +1:17.806 | 29       | 2    |
| 15   | 54  | Tekkyū Kayō        | TSR-Honda   | 23      | +1:18.400 | 23       | 1    |
| 16   | 36  | Masaki Tokudome    | TSR-Honda   | 23      | +1:19.374 | 20       |      |
| 17   | 12  | Sebastián Porto    | Yamaha      | 23      | +1:28.624 | 21       |      |
| 18   | 66  | Alex Hofmann       | TSR-Honda   | 23      | +1:40.318 | 22       |      |
| 19   | 41  | Jarno Janssen      | TSR-Honda   | 22      | +1 Vuelta | 26       |      |
| 20   | 53  | Ken Eguchi         | Yamaha      | 22      | +1 Vuelta | 29       |      |
| 21   | 58  | Matias Rios        | Aprilia     | 22      | +1 Vuelta | 28       |      |
| Ret  | 71  | Takehiko Kurokawa  | TSR-Honda   | 15      | Accidente | 31       |      |
| Ret  | 24  | Jason Vincent      | Honda       | 13      | Accidente | 13       |      |
| Ret  | 23  | Julien Allemand    | TSR-Honda   | 13      |           | 30       |      |
| Ret  | 16  | Johan Stigefelt    | Yamaha      | 5       | Accidente | 15       |      |
| Ret  | 50  | Tarō Sekiguchi     | Yamaha      | 5       |           | 25       |      |
| Ret  | 19  | Olivier Jacque     | Yamaha      | 3       | Accidente | 6        |      |
| Ret  | 7   | Stefano Perugini   | Honda       | 2       | Accidente | 16       |      |
| Ret  | 37  | Luca Boscoscuro    | TSR-Honda   | 2       |           | 14       |      |
| Ret  | 22  | Lucas Oliver Bultó | Yamaha      | 2       | Accidente | 24       |      |
| Ret  | 9   | Jeremy McWilliams  | Aprilia     | 0       |           | 4        |      |

- Pole Position: Franco Battaini, 2:06.752
- Vuelta Rápida: Tōru Ukawa, 2:05.726

## Resultados 125cc
| Pos. | N.º | Piloto               | Constructor | Vueltas | Tiempo    | Parrilla | Pts. |
| ---- | --- | -------------------- | ----------- | ------- | --------- | -------- | ---- |
| 1    | 4   | Masao Azuma          | Honda       | 21      | 46:17.752 | 6        | 25   |
| 2    | 48  | Hideyuki Nakajō      | Honda       | 21      | +21.903   | 13       | 20   |
| 3    | 7   | Emilio Alzamora      | Honda       | 21      | +32.523   | 3        | 16   |
| 4    | 41  | Yōichi Ui            | Derbi       | 21      | +35.700   | 26       | 13   |
| 5    | 50  | Katsuji Uezu         | Yamaha      | 21      | +36.781   | 25       | 11   |
| 6    | 5   | Lucio Cecchinello    | Honda       | 21      | +36.903   | 1        | 10   |
| 7    | 11  | Max Sabbatani        | Honda       | 21      | +38.296   | 12       | 9    |
| 8    | 1   | Kazuto Sakata        | Honda       | 21      | +40.169   | 11       | 8    |
| 9    | 47  | Kazuhiro Kubo        | Yamaha      | 21      | +40.956   | 24       | 7    |
| 10   | 51  | Minoru Nakamura      | Honda       | 21      | +48.719   | 15       | 6    |
| 11   | 29  | Ángel Nieto Jr       | Honda       | 21      | +49.059   | 14       | 5    |
| 12   | 8   | Gianluigi Scalvini   | Aprilia     | 21      | +54.125   | 4        | 4    |
| 13   | 17  | Steve Jenkner        | Aprilia     | 21      | +1:29.946 | 28       | 3    |
| 14   | 26  | Ivan Goi             | Honda       | 21      | +1:32.451 | 21       | 2    |
| 15   | 12  | Randy De Puniet      | Aprilia     | 21      | +1:43.423 | 23       | 1    |
| 16   | 32  | Mirko Giansanti      | Aprilia     | 21      | +1:58.985 | 5        |      |
| 17   | 18  | Reinhard Stolz       | Honda       | 21      | +2:00.130 | 22       |      |
| 18   | 54  | Manuel Poggiali      | Aprilia     | 21      | +2:06.371 | 8        |      |
| 19   | 22  | Pablo Nieto          | Derbi       | 20      | +1 Vuelta | 29       |      |
| 20   | 9   | Frédéric Petit       | Aprilia     | 20      | +1 Vuelta | 9        |      |
| 21   | 44  | Alessandro Brannetti | Aprilia     | 20      | +1 Vuelta | 18       |      |
| Ret  | 20  | Bernhard Absmeier    | Aprilia     | 12      | Accidente | 20       |      |
| Ret  | 49  | Jun Inageda          | Honda       | 10      | Accidente | 16       |      |
| Ret  | 23  | Gino Borsoi          | Aprilia     | 10      |           | 19       |      |
| Ret  | 21  | Arnaud Vincent       | Aprilia     | 7       | Accidente | 10       |      |
| Ret  | 10  | Jerónimo Vidal       | Aprilia     | 7       |           | 27       |      |
| Ret  | 6   | Noboru Ueda          | Honda       | 5       |           | 17       |      |
| Ret  | 15  | Roberto Locatelli    | Aprilia     | 4       | Accidente | 2        |      |
| Ret  | 16  | Simone Sanna         | Honda       | 0       | Accidente | 7        |      |

- Pole Position: Lucio Cecchinello, 2:00.785
- Vuelta Rápida: Max Sabbatani, 2:10.519